# Изумрудный попугай
Изумрудный попугай (лат. Enicognathus ferrugineus) — птица семейства попугаевых.

## Внешний вид
Длина тела 33—37 см. Окраска зелёная с чёрным окаймлением. Нижняя часть тела имеет оливковый оттенок. Хвост, живот и лоб медно-красного цвета. Маховые перья имеют тёмно-бурую окраску, крайние рулевые перья с зеленоватыми кончиками. Клюв длинный чёрный.

## Распространение
Обитают в Аргентине и Чили (включая Огненную Землю).

## Образ жизни
Населяют буковые леса и заросли араукарии, встречается также на близлежащих сельскохозяйственных угодьях. Обычно живут небольшими стаями по 10—15 особей. Питаются почками, семенами растений и небольшими фруктами.

## Размножение
Гнездятся в декабре. Гнёзда устраивают в дуплах деревьев. В кладке 4—6 яиц.

## Классификация
Вид включает в себя 2 подвида:
- Enicognathus ferrugineus ferrugineus (Statius Müller, 1776)
- Enicognathus ferrugineus minor (Chapman, 1919)